# قوه قضائیه افغانستان
قوه قضائیه امارت اسلامی افغانستان، رکن مستقل دولت امارت اسلامی افغانستان می‌باشد.
رئیس قوهٔ قضائیه که رئیس دیوان عالی کشور نیز است، اکنون عبدالحکیم حقانی است.

## وظایف قوه قضائیه
صلاحیت قوه قضائیه شامل رسیدگی به تمامی دعاویی است که از طرف اشخاص حقیقی یا حکمی، به شمول دولت، به حیث مدعی یا مدعی علیه در پیشگاه محکمه مطابق احکام قانون اقامه شود.

## وظایف رئیس قوه قضاییه
1. ایجاد تشکیلات لازم در دادگستری
2. تعیین لوایح قضایی متناسب با جمهوری اسلامی
3. استخدام قضات عادل و شایسته و عزل و نصب آن‌ها و تغییر محل مأموریت و تعیین مشاغل و ترفیع آنان[۳]

## تشکیلات قضایی در افغانستان
قوه قضائیه افغانستان متشکل از دیوان عالی، محاکم استیناف و محاکم ابتدائیه است.